# Elizabeth Kridl Valkenier
Elizabeth Kridl Valkenier (ur. 13 listopada 1926 w Warszawie, zm. 13 listopada 2024) – amerykańska historyk polskiego pochodzenia.

## Życiorys
Była córką Manfreda Kridla i Haliny Kridl z d. Meylert. W 1941 przedostała się z matką i bratem Andrzejem przez Syberię, Japonię, Chiny i Filipiny do Stanów Zjednoczonych, gdzie od 1940 przebywał jej ojciec. W 1948 ukończyła Smith College w Northampton, w 1949 uzyskała magisterium z historii na Uniwersytecie Yale. W latach 1953–1962 pracowała w Council on Foreign Relations, od 1962 na Uniwersytecie Columbia, gdzie w 1973 obroniła pracę doktorską z historii. W roku akademickim 1973/1974 wykładała w Hunter College (City University of New York), od 1975 ponownie pracowała na Uniwersytecie Columbia, w latach 1975–1978 jako kurator w Archives of Russian and East European History an Culture, od 1982 w W. Averell Harriman Institute for the Advanced Study of the Soviet Union.
W swoich badaniach zajmowała się historią Rosji i ZSRR (w 1983 opublikowała pracę The Soviet Union and the Third World: An Economic Bind), w tym rosyjską historią sztuki, której poświęciła książki Russian Realist Art. The State and Society: The Peredvizhniki and Their Tradition (1977), Ilya Repin and the World of Russian Art (1990), Serov: Portraits of Russia’s Silver Age.
Jej mężem był Robert Valkenier (zm. 2003), z którym miała córkę Lisę.